# Commissario Laurenti – Tod auf der Warteliste
Commissario Laurenti – Tod auf der Warteliste ist ein deutscher Kriminalfilm aus dem Jahr 2007 von Hannu Salonen. Das von Renate Kampmann geschriebene Drehbuch beruht auf der Romanvorlage von Veit Heinichen. Für den von Henry Hübchen verkörperten Triester Vize Questore Commissario Proteo Laurenti ist es sein dritter Fall. Barbara Rudnik ist als Laurentis Ehefrau Laura besetzt, Florian Panzner und Catherine Flemming arbeiten ihm zu, und Sergej Moya und Sophia Thomalla verkörpern Laurentis Kinder Marco und Livia. In tragenden Rollen sind Stefan Kurt, Rolf Hoppe, Robert Gallinowski, Barbara Philipp, Horst Krause und Johannes Silberschneider sowie als Gaststar Christopher Buchholz zu sehen.
Die ARD kündigte den Film mit folgenden Worten an: „Neben einer packenden Geschichte über Geldgier, Ethik, Rache und Moral, bietet der Film einen ungewöhnlichen Blick auf die italienische Hafenstadt Triest jenseits der Touristenpfade.“ Kurzinhalt: „Beim Besuch der deutschen Kanzlerin in Triest wird ein Mann im OP-Kittel von einem Begleitfahrzeug überrollt. Offenbar war der aus Osteuropa stammende Mann aus einer Klinik geflüchtet – allerdings wird in keinem Krankenhaus ein Patient vermisst. Commissario Laurenti kommt schon bald einem Organhändlerring auf die Spur.“

## Handlung
Commissario Laurenti hat diesmal in einem sehr komplexen Fall zu ermitteln. Der Regierungskonvoi der Bundeskanzlerin Angela Merkel, die zu einem Staatsbesuch in Italien weilt, muss jäh stoppen, als das Leitfahrzeug einen Mann überfährt. Zunächst vermuten die Begleiter einen Anschlag und sichern den Tross, so gut es geht, ab. Schnell stellt sich heraus, dass der Überfahrene bereits tot war, als er unter das Fahrzeug geriet, nachdem er sich von der Klippe auf die Straße gestürzt hatte. Ob freiwillig oder mit Fremdeinwirkung, muss Laurenti klären. Zunächst versucht er, die Identität des Opfers herauszufinden.
Ehe Laurenti aber auch nur einen Schritt vorangekommen ist, wird der – wie sich später herausstellt – auf Transplantationschirurgie spezialisierte Arzt Leo Lestizza aufgefunden, der brutal ermordet worden ist. Der Täter hat ihm den Penis abgetrennt, sodass er verblutet ist. In der Klinik, in der das Opfer arbeitete, zeigt man sich nicht übermäßig erschüttert. Nach Laurentis Recherche lassen sich in der Luxusklinik hochrangige Politiker und Wirtschaftsgrößen behandeln. Zu den Schönheitsoperationen, die den offiziellen Angaben nach in der Klinik vorgenommen werden, passt weder die Qualifikation des nun toten Arztes noch die Fachbücher in seiner Privatbibliothek. Laurenti vermutet daher illegale Organtransplantationen. Aufgrund der einflussreichen Beziehungen der Klinikleiterin Adalgisa Morena kann Laurenti dort nicht so recherchieren, wie er das gern möchte; eine geplante Durchsuchung in den Klinikräumen kann Morena abwenden. Zu allem Überfluss wird ihm auch noch Korruptionsverdacht vorgeworfen, da er vor kurzem ein Haus erworben hat, das er sich seinem Einkommen nach eigentlich nicht hätte leisten können. Damit ist Laurenti klar, dass er jemandem offensichtlich sehr unbequem geworden und auf der richtigen Spur ist.
Nachdem Laurenti ein unangenehmes Gespräch wegen der internen Ermittlung gegen ihn hatte, bittet er seine Assistentin Marietta, das Alibi seines Nachbarn Lorenzo Ramses Frei zu überprüfen. Dieser soll am Tag des Mordes an Leo Lestizza in Paris gewesen sein. Freis Frau hatte auf Malta einen tödlichen Unfall und Lestizza habe an der Klinik gearbeitet, in die sie eingeliefert worden war. Das klinge doch nach einer Verbindung. 
In der Klinik werden inzwischen alle Vorbereitungen zu einer neuen Organtransplantation vorgenommen. Schon seit einigen Tagen befindet sich der 38-jährige Adem Berisha aus Moldawien in der Klinik. Bei ihm handelt es sich um den Zwillingsbruder von Bekim Berisha, dem Mann, der von der Klippe gestürzt und dadurch als Spender ausgefallen ist. Kurzerhand musste man Ersatz besorgen und konnte den Zwillingsbruder ausfindig machen und nach Triest bringen. Adem Berisha hat sich darauf eingelassen, um in Erfahrung zu bringen, was mit seinem Bruder geschehen ist. Adem belauscht die Klinikchefin und findet heraus, welches Schicksal ihn erwartet und dass eine seiner Nieren an einen Victor Drakic und die zweite an den Verwaltungschef der United Chemical Industries gehen soll. Danach werde er entsorgt, wie andere Spender zuvor auch. 
In der Zeitung erscheint inzwischen ein Artikel, der die Klinik ganz massiv mit illegalen Organtransplantationen in Verbindung bringt. Skrupellos wurden angeblich unschuldige Unfallopfer „ausgeschlachtet“ und ihre Organe weiterverkauft. Auch der „Import“ von Lebendspendern stehe auf dem Programm der Klinik. Als Autor des Artikels ist Lorenzo Ramses Frei angegeben, Laurentis neuer Nachbar. Da sich diese Anschuldigungen mit Laurentis Ermittlungsergebnissen decken, plant der Commissario, die Verdächtigen festzunehmen. Adem Berisha konnte sich inzwischen gegen seine Bewacher zur Wehr setzen und die Klinik verlassen. Mit einem bei einem moldawischen Freund ausgeliehenen Lkw beabsichtigt er, die Beerdigungszeremonie dazu zu nutzen, mit Vollgas in den Trauerzug samt Klinikchefin zu rasen. Vizequesturachef Laurenti, der ebenfalls anwesend ist, schießt daraufhin auf den Fahrer des Lasters und trifft ihn tödlich. Es entsteht kein Blutbad. Aber Adalgisa Morena und ihre Mitarbeiter werden verhaftet.
Auf einer Gartenparty bei Laurenti konfrontiert dieser Frei mit einer Indizienkette zum Verdacht, er sei gar nicht in Paris gewesen, sondern habe Lestizza ermordet, um seine Frau zu rächen, der Lestizza auf Malta innere Organe entnommen hätte. Der Journalist erwidert, das sei eine interessante Theorie, aber gewiss nicht zu beweisen. Als Frei gegangen ist, gibt Laurenti die telefonische Anweisung, eine Polizeieinheit zum Haus seines Nachbarn zu schicken. Es bestehe Mordverdacht.  

## Produktion, Veröffentlichung
Commissario Laurenti – Tod auf der Warteliste  wurde vom 18. April bis zum 21. Juni 2007 zeitgleich mit der nachfolgenden vierten Episode Der Tod wirft lange Schatten an Schauplätzen in Triest gedreht. Der Film wurde von der Trebitsch Entertainment im Auftrag der ARD Degeto für Das Erste produziert.
Die Erstausstrahlung des Films erfolgte am 20. Dezember 2007 zur Hauptsendezeit wie auch der Vorgängerfilm Gib jedem seinen eigenen Tod auf dem Sendeplatz am Donnerstag im Programm der ARD Das Erste.

## Kritik
Rainer Tittelbach von tittelbach.tv gab dem Film 2½ von 6 möglichen Sternen und stellte enttäuscht fest: „Auch der dritte Fall von ‚Commissario Laurenti‘ überzeugt nicht. ‚Tod auf der Warteliste‘ ist die typische Vergeudung erstklassiger Schauspieler (Hübchen, Hoppe, Stefan Kurt) an ein drittklassiges Buch. Das erinnert an die Kolportagekrimis der 70er: viel Handlungsgeplänkel, wenig Substanz. Der Film von Hannu Salonen ist eine Räuberpistole, die zwar nach modischer Manier drei Handlungsstränge parallel entwickelt, sie aber nie spannungssteigernd nutzt, sondern in einer trivialen und-dann-und-dann-Erzählung versanden lässt.“ Mit seinem Commissario habe sich Henry Hübchen, „dessen Popularität & Reputation auch in den alten Ländern nach ‚Alles außer Zucker‘ und dem ‚Polizeiruf‘ enorm gestiegen“ sei, „keinen Gefallen getan“.
Die Kritiker der Fernsehzeitschrift TV Spielfilm zeigten mit dem Daumen nach unten und vergaben für Humor und Action je einen von drei möglichen Punkten. „Bis Laurenti (Henry Hübchen) die Zusammenhänge von Organhandel, High Society und den ‚Rechten italienischer Steuerzahler‘ kapiert, passiert eigentlich nichts … außer dass uns Hübchen und Co. in dieser vorhersehbaren Story als Italiener genauso irritieren wie Italiener, die gebrochen Deutsch sprechen“, schrieben die Filmkritiker zur Begründung. Sie zogen titelbezogen das Resümee: „Prontamente von der Warteliste gestrichen!“.
Der Filmdienst hielt fest: „Dritter Film nach einem Laurenti-Roman von Veit Heinichen, der seinen grantigen Polizisten einen fast aussichtslosen Kampf ausfechten lässt, bis Integrität und Ausdauer siegen. – Ab 14.“
Die Redaktion des Fernsehmagazins Prisma gab dem Film drei von fünf möglichen Sternen und verwies darauf, dass Hannu Salonen, der hier erstmals einen Commissario-Laurenti-Film inszeniert habe, und sein Hauptdarsteller Henry Hübchen „bereits alte Bekannte“ seien, die schon Polizeiruf-110-Folgen miteinander gedreht hätten. Salonen sei „mit guter Besetzung ein betulich inszenierter Kriminalfilm“ gelungen, hieß es zu dieser Folge, „der sich mit so brisanten Themen wie dem skrupellosen Organhandel“ beschäftige.